# Saidpur (Budaun)
Saidpur è una suddivisione dell'India, classificata come nagar panchayat, di 13.717 abitanti, situata nel distretto di Budaun, nello stato federato dell'Uttar Pradesh.